# Шуппан, Верн
Ве́рнон Шу́ппан (англ. Vernon Schuppan, род. 19 марта 1943 года, Уайалла, Австралия) — австралийский автогонщик, участник чемпионата мира по автогонкам в классе Формула-1, австралийского чемпионата в классе Формула-5000, гонок 500 миль Индианаполиса и JSPC. Победитель 24 часов Ле-Мана в 1983 году.

## Карьера в Формуле-1
Верн Шуппан участвовал в 13 Гран-при, дебютировав в Гран-при Бельгии 1972 года, но не набрал ни одного очка.

### Результаты выступлений в Формуле-1
| Легенда к таблице |                                                                    |
| --- | ------------------------------------------------------------------ |
| В таблице перечислены результаты всех Гран-при Формулы-1, в которых принимал участие гонщик. Строками таблицы являются сезоны, столбцами — этапы чемпионата мира. В каждой клетке указаны сокращённое название этапа и результат, дополнительно обозначенный цветом. Расшифровка обозначений и цветов представлена в нижеследующей таблице. |                                                                    |
| \| Пример \| Описание \| \| ------------ \| ------------------------------------------------------------------ \| \| 1 \| Победитель \| \| 2 \| Второе место \| \| 3 \| Третье место \| \| 5 \| Финишировал, заработав очки \| \| Сход \| Не финишировал, но при этом заработал очки \| \| 12 \| Финишировал, не получив очков \| \| НКЛ \| Финишировал, но не попал в финальную классификацию \| \| 15 \| Участвовал вне зачёта, либо по отдельной классификации \| \| 18 \| Не финишировал, но попал в финальную классификацию \| \| Сход \| Не финишировал \| \| НКВ \| Не прошёл квалификацию \| \| НПКВ \| Не прошёл предквалификацию \| \| ДСК \| Дисквалифицирован \| \| ИСК \| Исключён из протокола соревнований \| \| ТТ \| Заявлен для участия только в тренировках \| \| НС \| Участвовал в квалификации, но не стартовал в гонке \| \| Т \| Травмирован или болен \| \| ОТК \| Отказ от участия \| \| НТР \| Прибыл на соревнования, но на трассу не выезжал \| \| НПР \| Был заявлен в числе участников, но не прибыл к началу соревнований \| \| О \| Соревнования отменены \| \| \| Не участвовал \| \| Поул-позиция \| \| \| Быстрый круг \| \| |                                                                    |
| Пример | Описание                                                           |
| 1 | Победитель                                                         |
| 2 | Второе место                                                       |
| 3 | Третье место                                                       |
| 5 | Финишировал, заработав очки                                        |
| Сход | Не финишировал, но при этом заработал очки                         |
| 12 | Финишировал, не получив очков                                      |
| НКЛ | Финишировал, но не попал в финальную классификацию                 |
| 15 | Участвовал вне зачёта, либо по отдельной классификации             |
| 18 | Не финишировал, но попал в финальную классификацию                 |
| Сход | Не финишировал                                                     |
| НКВ | Не прошёл квалификацию                                             |
| НПКВ | Не прошёл предквалификацию                                         |
| ДСК | Дисквалифицирован                                                  |
| ИСК | Исключён из протокола соревнований                                 |
| ТТ | Заявлен для участия только в тренировках                           |
| НС | Участвовал в квалификации, но не стартовал в гонке                 |
| Т | Травмирован или болен                                              |
| ОТК | Отказ от участия                                                   |
| НТР | Прибыл на соревнования, но на трассу не выезжал                    |
| НПР | Был заявлен в числе участников, но не прибыл к началу соревнований |
| О | Соревнования отменены                                              |
| | Не участвовал                                                      |
| Поул-позиция |                                                                    |
| Быстрый круг |                                                                    |

| Год  | Команда               | Шасси        | Двигатель   | 1   | 2   | 3   | 4   | 5      | 6        | 7        | 8       | 9       | 10      | 11       | 12     | 13      | 14  | 15  | 16  | 17  | Место | Очки |
| ---- | --------------------- | ------------ | ----------- | --- | --- | --- | --- | ------ | -------- | -------- | ------- | ------- | ------- | -------- | ------ | ------- | --- | --- | --- | --- | ----- | ---- |
| 1972 | Marlboro BRM          | BRM P153B    | BRM V12     | АРГ | ЮАР | ИСП | МОН | БЕЛ НС | ФРА      | ВЕЛ      | ГЕР     | АВТ     | ИТА     | КАН      | США    |         |     |     |     |     | НКЛ   | 0    |
| 1974 | Team Ensign           | Ensign N147  | Cosworth V8 | АРГ | БРА | ЮАР | ИСП | БЕЛ 15 | МОН Сход | ШВЕ ДСК  | НИД ДСК | ФРА НКВ | ВЕЛ НКВ | ГЕР Сход | АВТ    | ИТА     | КАН | США |     |     | НКЛ   | 0    |
| 1975 | Embassy / Graham Hill | Hill GH1     | Cosworth V8 | АРГ | БРА | ЮАР | ИСП | МОН    | БЕЛ      | ШВЕ Сход | НИД     | ФРА     | ВЕЛ     | ГЕР      | АВТ    | ИТА     | США |     |     |     | НКЛ   | 0    |
| 1977 | Team Surtees          | Surtees TS19 | Cosworth V8 | АРГ | БРА | ЮАР | США | ИСП    | МОН      | БЕЛ      | ШВЕ     | ФРА     | ВЕЛ 12  | ГЕР 7    | АВТ 16 | НИД НКВ | ИТА | США | КАН | ЯПО | НКЛ   | 0    |